# Teufelssee (Bönningstedt)
Der Teufelssee ist ein See im südlichen Bönningstedt. Er ist mit dem Wendloher Graben verbunden und entstand durch den Bau der A7.
Der See befindet sich in Privatbesitz, steht nur Anglern zur Verfügung und wurde ursprünglich als Forellensee genutzt.

## Angelsport
Das Angeln ist, außer auf der Nordseite, erlaubt. Gefangen werden können vor allem Karpfen und Forellen, außerdem u. a. Schleie, Hechte, Aale, Zander und Weißfische. Der See steht nur Anglern zur Verfügung.